# I. e. 56
Évszázadok: i. e. 2. század – i. e. 1. század – 1. század
Évtizedek: i. e. 100-as évek – i. e. 90-es évek – i. e. 80-as évek – i. e. 70-es évek – i. e. 60-as évek – i. e. 50-es évek – i. e. 40-es évek – i. e. 30-as évek – i. e. 20-as évek – i. e. 10-es évek – i. e. 1-es évek
Évek: i. e. 61 – i. e. 60 – i. e. 59 – i. e. 58 –  i. e. 57 – i. e. 56 – i. e. 55 – i. e. 54 – i. e. 53 – i. e. 52 – i. e. 51

## Események

### Róma
- Cnaeus Cornelius Lentulus Marcellinust és Lucius Marcius Philippust választják consulnak.
- A triumvirátus tagjai Lucában találkoznak és eldöntik, hogy Crassus és Pompeius lesznek a consulok a következő évben. Hivatali évük lejártával fontos provinciákat kapnak (Hispaniát, illetve Szíriát), Caesar kormányzói megbízatását pedig meghosszabbítják.[1]
- Caesar a gall háborúban a mai Bretagne-ban élő venétek ellen indul, akik elfogták élelmiszert rekviráló katonáit. Az Atlanti-óceán partvidékén élő venétek felkészültek a háborúra, erős flottájuk volt és a tengerről el tudták látni ostrom alá vett erődvárosaikat. Caesar evezős hajókat építtet és rekvirál az alávetett gall törzsektől. A venétek hajóhada így is fölényben van, de Decimus Iunius Brutus Albinus hosszú rudakra szerelt kiélezett horgokkal elvágatja a közel kerülő hajók köteleit és vitorláit, megbénítva őket. A flottától megfosztott venétek megadják magukat.
- Crassus Caesar alatt szolgáló fia, Publius Licinius Crassus a mai Aquitániába vonul, ahol a vocates és a tarusates törzsek zaklatják hadoszlopait, de a nyílt konfrontációt kerülik. Crassus megtalálja táborukat és egy bekerítő hadmozdulattal megsemmisíti a gallokat, állítólag 50 ezres seregükből csak 12 ezer marad.
- Caesar másik alvezére, Quintus Titurius Sabinus a mai Normandiában legyőzi a lexovii, a coriosolites és a venelli törzsek koalícióját és meghódoltatja a régiót.
- Caesar a venétek szövetségesei, a morini és a menapii törzsek ellen vonul, de azok nem vállalják a nyílt összecsapást, gerillataktikát folytatnak, így végül a rossz időjárás miatt a rómaiak téli táborba vonulnak.
- A kelet-britanniai trinovantes törzs királyát, Imanuentiust riválisa, Cassivellaunus meggyilkolja. Fia, Mandubracius Galliába menekül és Caesartól kér segítséget.
- Clodia (Quintus Caecilius Metellus Celer consul özvegye) azzal vádolja volt szeretőjét, Marcus Caelius Rufust hogy meg akarta mérgezni. Cicero védőbeszédnek hatására a bíróság felmenti Caeliust.
- Aulus Gabinius syriai helytartó megöleti II. Philipposzt, a Szeleukida-dinasztia utolsó férfitagját, akit korábban Pompeius tett meg egy rövid időre klienskirálynak és most felmerült, hogy feleségül vegye IV. Bereniké egyiptomi királynőt.

## Halálozások
- Lucius Licinius Lucullus, római hadvezér és államférfi
- II. Philipposz Philorhómaiosz, szeleukida király

## Fordítás
- Ez a szócikk részben vagy egészben  a(z)   56 av. J.-C. című francia Wikipédia-szócikk ezen változatának fordításán alapul.  Az eredeti cikk szerkesztőit annak laptörténete sorolja fel. Ez a jelzés csupán a megfogalmazás eredetét és a szerzői jogokat jelzi, nem szolgál a cikkben szereplő információk forrásmegjelöléseként.